# Transeius tuvinensis
Transeius tuvinensis är en spindeldjursart som först beskrevs av Beglyarov och Meshkov 1988.  Transeius tuvinensis ingår i släktet Transeius och familjen Phytoseiidae. Inga underarter finns listade i Catalogue of Life.